# Plectocephalus
Plectocephalus D.Don, 1830 è un genere di piante angiosperme dicotiledoni della famiglia delle Asteraceae.

## Descrizione

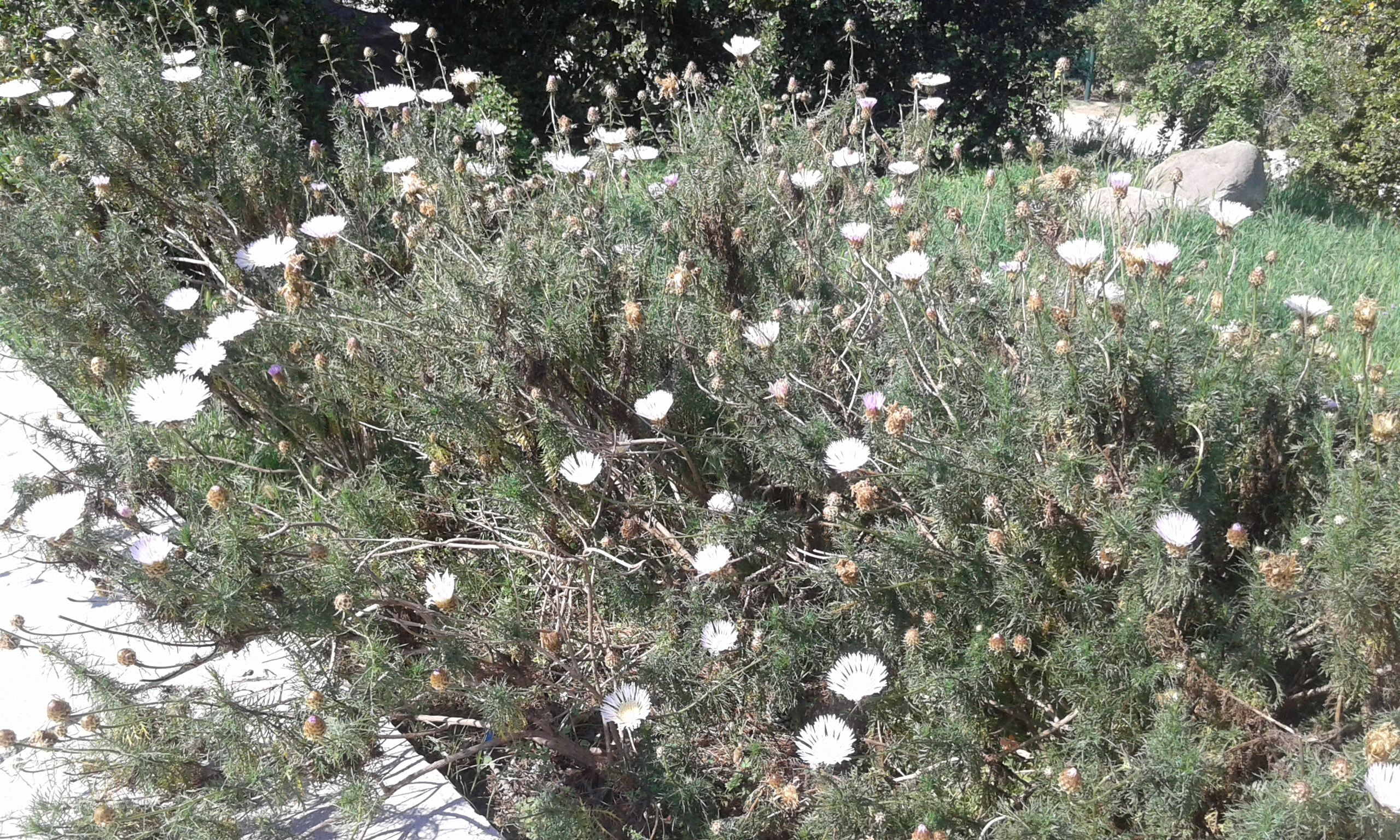
Il portamento
Plectocephalus cachinalensis

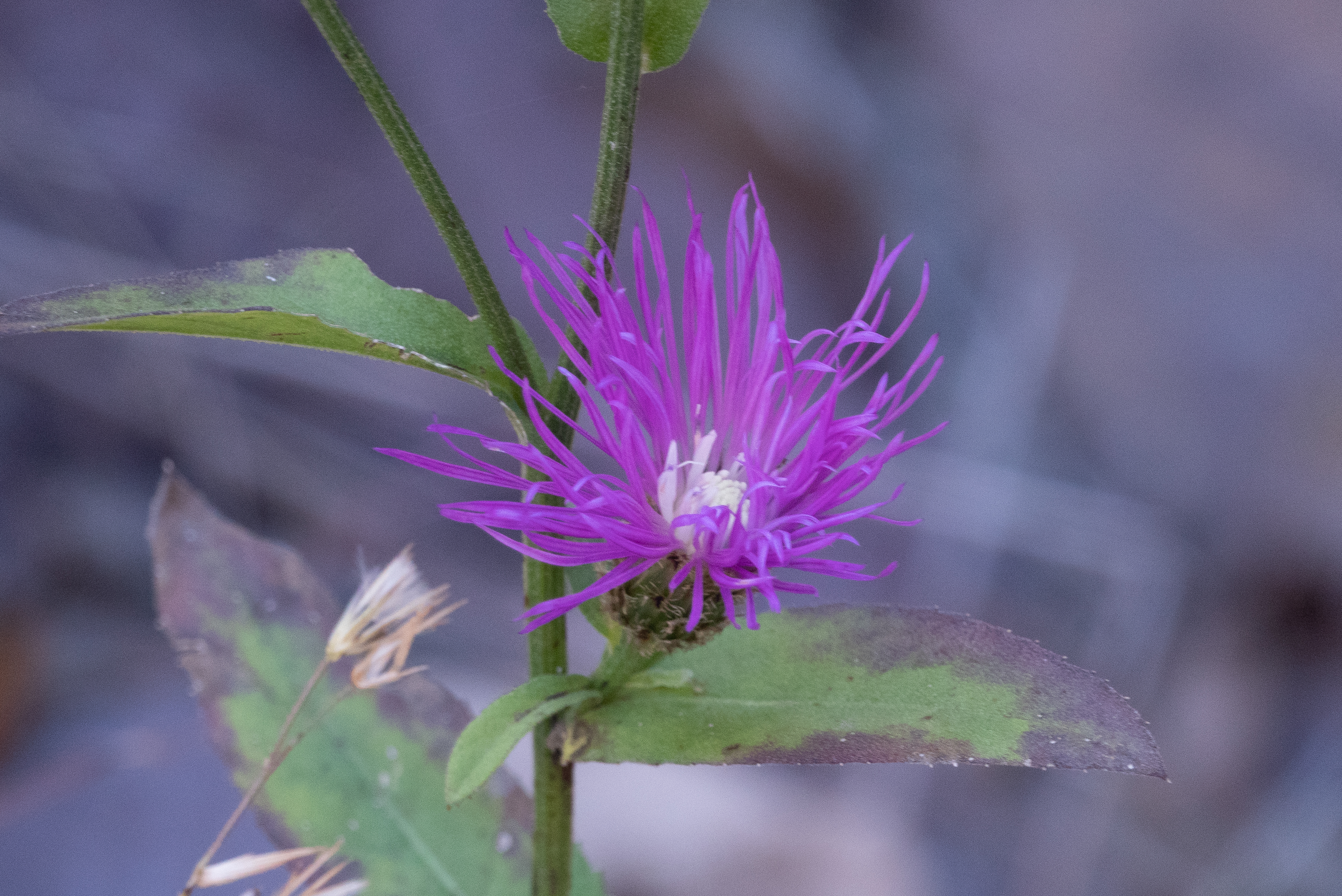
Le foglie
Plectocephalus rothrockii

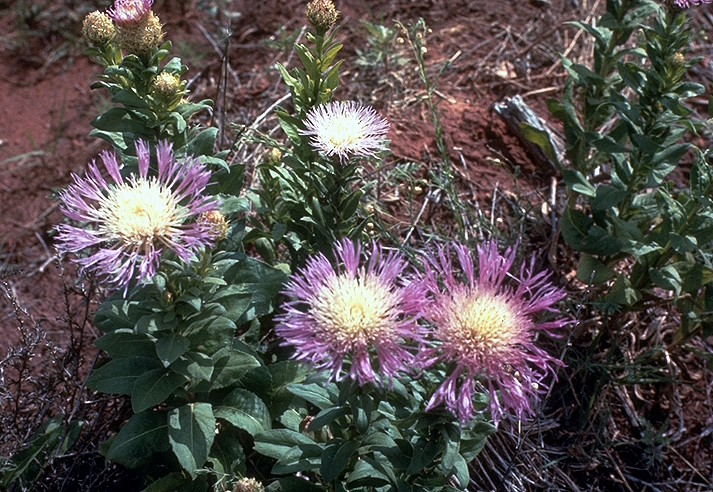
Infiorescenza
Plectocephalus americanus

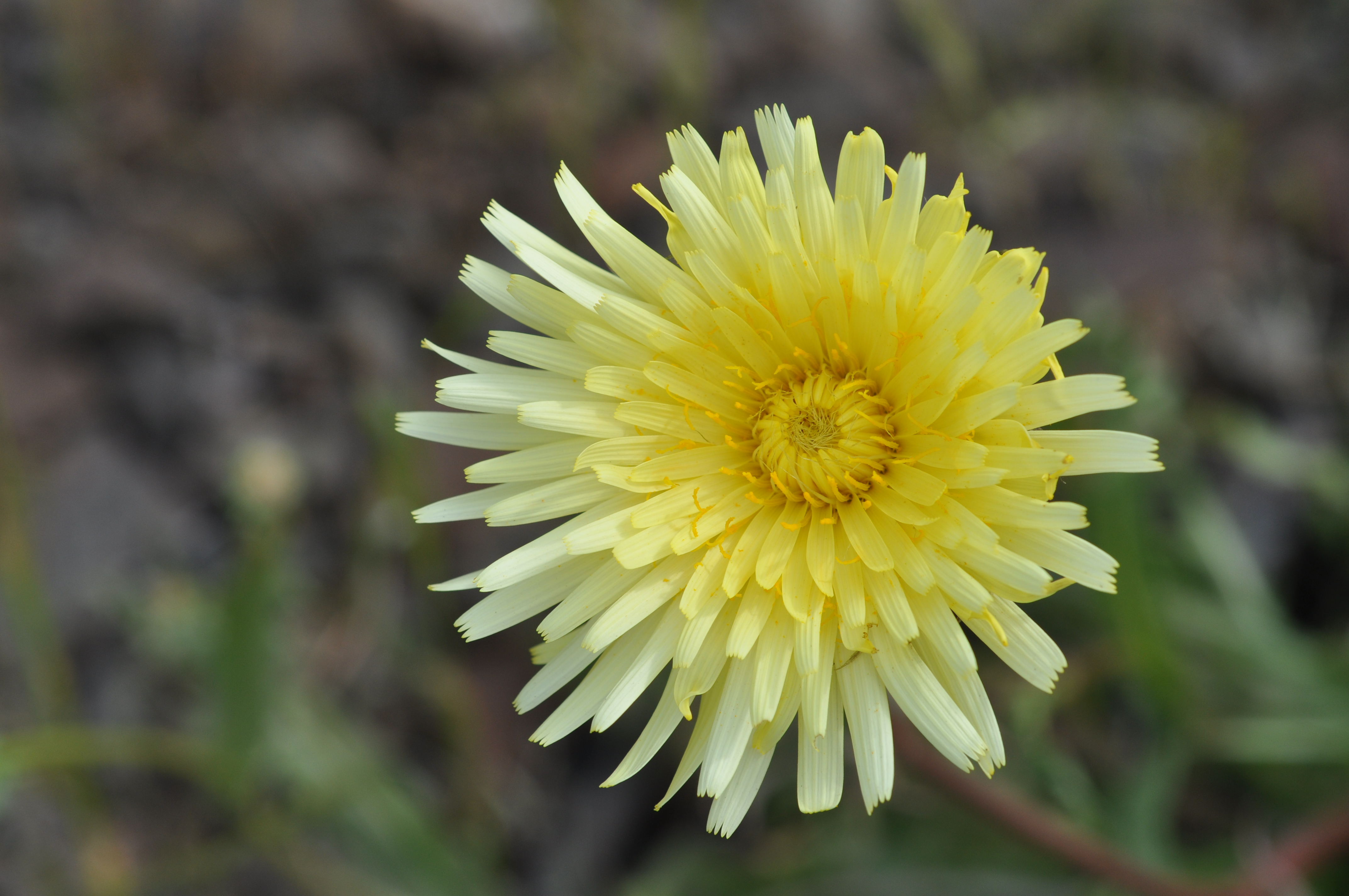
I fiori
Plectocephalus chilensis

Le specie di questo genere sono piante erbacee annuali prive di spine con altezza massima 30 – 200 cm. I fusti sono eretti e ramificati.
Sono presenti sia foglie basali che cauline picciolate e sessili. Le foglie lungo il caule sono disposte in modo alterno. La lamina ha delle forme lanceolate con margini minutamente denticolati; la superficie è ghiandolare-punteggiata.
Le infiorescenze si compongono di capolini eterogami terminali, solitari o aggregati in corimbi. I peduncoli sono fistolosi. I capolini sono formati da un involucro a forma da ovoide a emisferico o campanulato (diametro di 30 – 60 mm) composto da brattee (o squame) all'interno del quale un ricettacolo fa da base ai fiori tutti tubulosi. Le brattee dell'involucro, disposte su più serie (da 8 a 10) in modo embricato, hanno delle forme lineari con appendici eretto-triangolari. Il ricettacolo è piatto, privo di palee e ispido.
I fiori sono tutti del tipo tubuloso. I fiori sono tetra-ciclici (ossia sono presenti 4 verticilli: calice – corolla – androceo – gineceo) e pentameri (ogni verticillo ha 5 elementi). I fiori in genere sono ermafroditi e actinomorfi. I fiori tubolosi periferici sono lungamente radiati con corolle a stretti lobi; sono sterili e staminoidi.
- Formula fiorale:

- /x K {\displaystyle \infty }, [C (5), A (5)], G 2 (infero), achenio

- Calice: i sepali del calice sono ridotti ad una coroncina di squame.
- Corolla: la corolla in genere è colorata di rosa, viola, crema o giallo pallido.
- Androceo: gli stami sono 5 con filamenti liberi, glabri e papillosi, mentre le antere, con appendici oblunghe, sono saldate in un manicotto (o tubo) circondante lo stilo.[10]
- Gineceo: lo stilo è filiforme; gli stigmi dello stilo sono due divergenti. L'ovario è infero uniloculare formato da 2 carpelli.

Il frutto è un achenio con pappo. Gli acheni, con forme obovoidi e lateralmente compressi, sono marcatamente asimmetrici, sono glabri o raramente pelosi. Il pericarpo dell'achenio è sclerificato; alla sommità l'achenio è provvisto di una piastra dritta. Il pappo, deciduo e formato da 1- 3 serie di setole rigide minutamente appuntite, è inserito in un anello parenchimatico sulla piastra apicale. L'ilo è basale; è presente inoltre un piccolo elaisoma.

## Biologia
- Impollinazione: l'impollinazione avviene tramite insetti (impollinazione entomogama).
- Riproduzione: la fecondazione avviene fondamentalmente tramite l'impollinazione dei fiori (vedi sopra).
- Dispersione: i semi cadendo a terra (dopo essere stati trasportati per alcuni metri dal vento per merito del pappo – disseminazione anemocora) sono successivamente dispersi soprattutto da insetti tipo formiche (disseminazione mirmecoria).

## Distribuzione
Le specie di questo genere si trovano in America e Etiopia.

## Tassonomia
La famiglia di appartenenza di questa voce (Asteraceae o Compositae, nomen conservandum) probabilmente originaria del Sud America, è la più numerosa del mondo vegetale, comprende oltre 23.000 specie distribuite su 1.535 generi, oppure 22.750 specie e 1.530 generi secondo altre fonti (una delle checklist più aggiornata elenca fino a 1.679 generi). La famiglia attualmente (2021) è divisa in 16 sottofamiglie.
La tribù Cardueae a sua volta è suddivisa in 12 sottotribù (la sottotribù Centaureinae è una di queste).

### Filogenesi
La classificazione della sottotribù rimane ancora problematica e piena di incertezze. Nell'ambito della sottotribù questo genere fa parte del gruppo tassonomico informale denominato "Plectocephalus Group". Il gruppo, composto dai generi  Cheirolophus Cass., Crupina (Pers.) DC., Phalacrachena Iljin, Plectocephalus D. Don, Rhaponticoides Vaill., Schischkinia Iljin e Stizolophus Cass. è posizionato, da un punto di vista filogenetico, nella zona centrale delle Centaureinae e, in base alle attuali conoscenze, non si tratta di un clade monofiletico. In precedenti studi il gruppo "Plectocephalus" (chiamato con un nome diverso: "Basal Grade" o "Basal Genera") occupava una posizione più "basale".
Le specie di questo genere in passato erano confuse nel genere Centaurea. Studi filogenetici molecolari sono stati informativi riguardo alle relazioni tra questi due gruppi. Il Plectocephalus fa parte del "grado basale" delle Centaureinae e non è strettamente correlato al genere Centaurea in senso stretto. Plectocephalus si distingue dagli acheni per la presenza di cicatrici basali oblique, l'ilo basale e peli bicellulari nell'ovario (in Centaurea le cicatrici e l'ilo sono laterali e i peli sono monocellulari).
Il numero cromosomico delle specie di questo genere è: 2n = 26.

### Elenco delle specie
Il genere comprende le seguenti 8 specie:
- Plectocephalus americanus (Nutt.) D.Don
- Plectocephalus cachinalensis  (Phil.) N.Garcia & Susanna
- Plectocephalus chilensis  (Bertero ex Hook. & Arn.) G.Don
- Plectocephalus dracaenoides  (Johow) F.H.Hellw.
- Plectocephalus floccosus  (Hook. & Arn.) N.Garcia & Susanna
- Plectocephalus rothrockii  (Greenm.) D.J.N.Hind
- Plectocephalus tweediei  (Hook. & Arn.) N.Garcia & Susanna
- Plectocephalus varians  (A.Rich.) C.Jeffrey

### Sinonimi
Sono elencati alcuni sinonimi per questo genere:
- Centaurodendron Johow
- Phalacrachena Iljin (attualmente questo genere è stato riconsiderato valido).